# .kids
A .kids egy internetes legfelső szintű tartomány kód, melyet hivatalosan még nem hoztak létre.